# Statssekreterarnas råd (Dominikanska republiken 1916)
Detta är en lista över Statssekreterarnas råd som styrde Dominikanska republiken 7 maj-31 juli 1916.
| Namn                           | Ämbetsperiod         |
| ------------------------------ | -------------------- |
| Jaime Mota                     | 7 maj – 31 juli 1916 |
| Bernardo Pichardo              | 7 maj – 31 juli 1916 |
| José Manuel Jimenes            | 7 maj – 31 juli 1916 |
| Federico Velásquez y Hernández | 7 maj – 31 juli 1916 |